# Nedre Vallsjön
Nedre Vallsjön är en sjö i Halmstads kommun i Halland och ingår i Suseåns huvudavrinningsområde. Sjön är 13,5 meter djup, har en yta på 0,0553 kvadratkilometer och befinner sig 119 meter över havet. Sjön avvattnas av vattendraget Vallebäcken.

## Delavrinningsområde
Nedre Vallsjön ingår i det delavrinningsområde (630361-131632) som SMHI kallar för Mynnar i Suseån. Medelhöjden är 109 meter över havet och ytan är 11,23 kvadratkilometer. Det finns inga avrinningsområden uppströms utan avrinningsområdet är högsta punkten. Vallebäcken som avvattnar avrinningsområdet har biflödesordning 2, vilket innebär att vattnet flödar genom totalt 2 vattendrag innan det når havet efter 24 kilometer. Avrinningsområdet består mestadels av skog (80 %) och jordbruk (14 %). Avrinningsområdet har 0,06 kvadratkilometer vattenytor vilket ger det en sjöprocent på 0,5 %.